# تیم ملی فوتبال زیر ۱۷ سال اسلواکی
تیم ملی فوتبال زیر ۱۷ سال اسلواکی (انگلیسی: Slovakia national under-17 football team) تحت کنترل اتحادیه فوتبال اسلواکی است و به عنوان تیم تغذیه‌کننده برای تیم ملی زیر ۱۸ سال اسلواکی در نظر گرفته می شود.